# 鮑登納姆 (緬因州)
鮑登納姆（英語：Bowdoinham）是一個位於美國緬因州薩加達霍克縣的鎮。

## 人口
根據2020年美國人口普查的數據，鮑登納姆的面積為101.53平方千米，當中陸地面積為89.10平方千米，而水域面積為12.43平方千米。當地共有人口734人，而人口密度為每平方千米7人。